# Aéroport de Marsh Harbour
Pour les articles homonymes, voir Marsh Harbour.
L'aéroport de Marsh Harbour (Marsh Harbour International Airport, Leonard M Thompson International Airport), code IATA : MHH • code OACI : MYAM, est un aéroport desservant la ville de Marsh Harbour aux Bahamas, une attraction touristique majeure. L'aéroport propose des vols passagers réguliers vers Nassau et plusieurs destinations en Floride, ainsi que des vols régionaux sans escale pour Charlotte et des vols régionaux saisonniers sans escale pour Atlanta, aux États-Unis. En 2007, une nouvelle piste a été construite pour permettre à de plus grands jets régionaux de partir de Marsh. Un nouveau terminal aéroportuaire a été ouvert le 27 mai 2014.
L'aéroport a été renommé aéroport international Leonard M. Thompson le 25 mai 2016. Thompson était un fils de Hope Town et un aviateur de premier plan qui était pilote de bombardier pour l'aviation royale canadienne (ARC) pendant la Seconde Guerre mondiale.

## Caractéristiques
Il dispose d'une piste en asphalte 09/27 située à 1,8 m au-dessus du niveau de la mer. Sa piste, désignée le 09/27, a une surface en asphalte de 1 859,3 m × 30 m. En 2006, l’ancienne piste a été convertie en voie de circulation après l’ouverture de la nouvelle piste. Le nouveau terminal de l'aéroport a ouvert ses portes le 27 mai 2014 après trois ans de construction.

## Situation
| Marsh Harbour Treasure Cay Andros Town South Andros Mangrove Cay San Andros Chub Cay South Bimini Arthur's Town New Bight Crooked island Governor's Harbour North Eleuthera Rock Sound Exuma Staniel Cay Grand Bahama Matthew Town Deadman's Cay Stella Maris Mayaguana Nassau San Salvador |

## Incidents

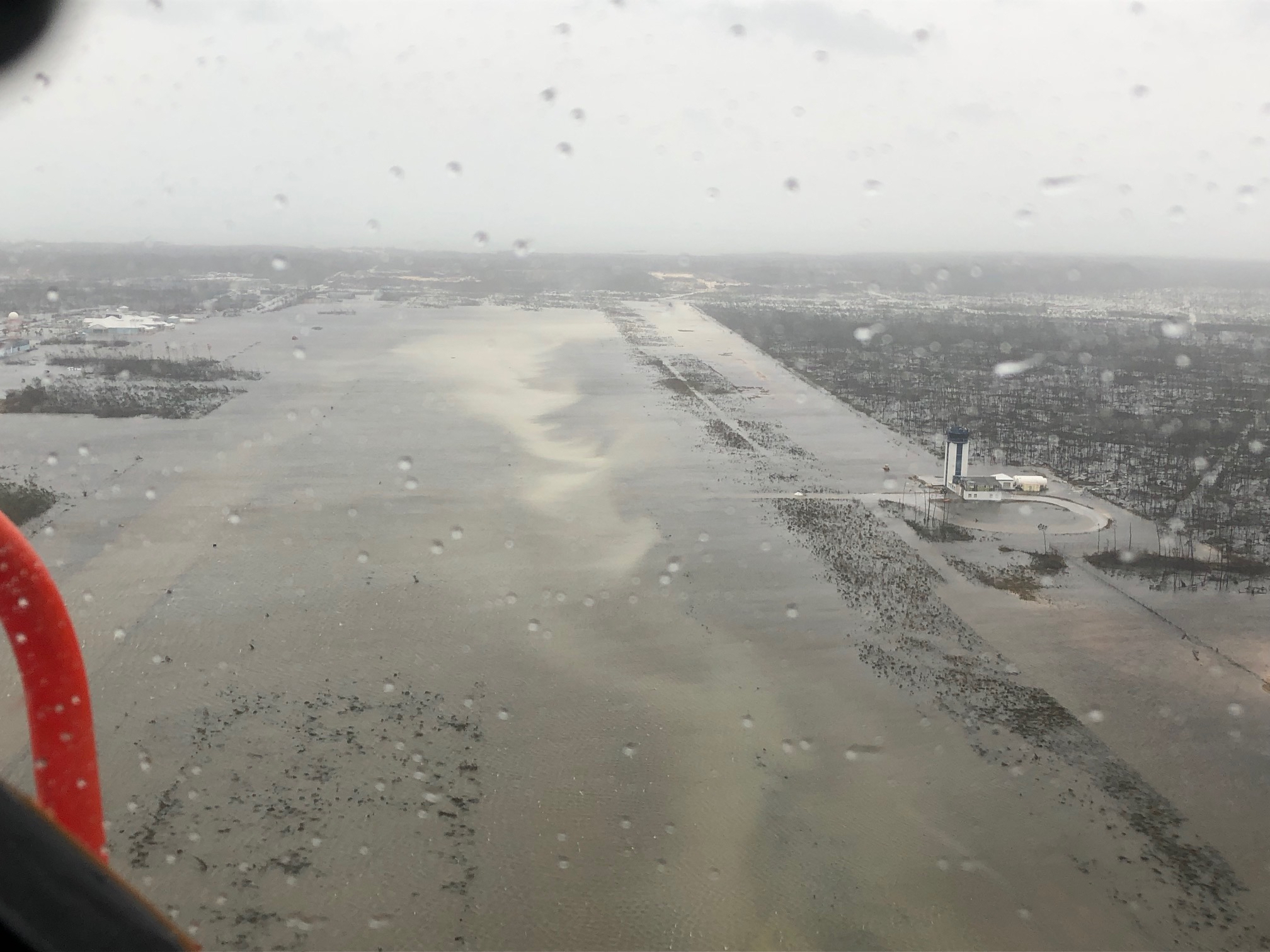
L'aéroport après Dorian.

La piste a été entièrement submergée lors du passage de l'ouragan Dorian en septembre 2019.

Le 25 août 2001, la chanteuse, actrice, danseuse et mannequin Aaliyah meurt avec 8 autres passagers dans un crash d'avion après avoir tourné son clip "Rock the boat". 

## Compagnies et destinations
L'aéroport de Marsh Harbour propose des vols vers Nassau et plusieurs villes de Floride.